# 上三川町
上三川町（かみのかわまち）は、栃木県南東部に位置し、河内郡に属する町。県内の町では壬生町に次ぐ第2の人口を有している。
現在、河内郡で唯一の自治体となっている。宇都宮市への通勤率は22.8%（平成22年国勢調査）。また、日産自動車栃木工場が町の中央に位置する。

## 地理
上三川町は関東平野の北部、栃木県中南部に位置し、東京から直線距離で約90km北方に位置する。町域は平地部と河川から成り山は無い。町の北部は宇都宮市、東部は真岡市、西部と南部は下野市に接し、町の中心部には田川が南北に流れ、江川を挟んで真岡市との市町境には鬼怒川が流れる。市西部の下野市堺には東北新幹線と宇都宮線が南北に走り、下野市域にある石橋駅（下野市石橋）には東口が設けられており、当町の最寄駅となっている。
- 河川：鬼怒川、田川、江川

## 歴史

### 古代から明治維新まで
- 旧石器時代や縄文時代の生活の跡が確認されており、古くから人々が生活していたと考えられている。
- 古墳時代に作られたと推定される前方後円墳や大型円墳が確認されている。
- 奈良時代以降は、上神主・茂原官衙遺跡や多功遺跡といった河内郡の役所と考えられる遺跡が存在することから、河内郡の中心地として繁栄していたものと推定されている。
- 鎌倉時代に入ると下野宇都宮氏の勢力下に入り、宇都宮城の支城である上三川城や多功城が築かれ、多功氏や今泉氏、横田氏など宇都宮氏流庶家が宇都宮氏重臣としてこの地を領した。
- 戦国時代には、多功城が越後の上杉氏や小田原の後北条氏らの下野攻略に対する防戦の要となった。
  - 1558年（永禄元年）5月 - 上杉謙信の下野侵攻に対し、多功長朝・房朝父子ら多功軍が応戦、多功城攻め先鋒・佐野小太郎（佐野豊綱とも言われる）らを討ち取りこれを撃退、上野国白井まで追撃するも、北条氏康配下で岩槻の太田資正の仲介により和睦する（多功の戦い）。
  - 1572年（元亀3年）- 北条氏政の命により秩父新九郎、松田左馬介ら連合軍2万が宇都宮に侵攻、これに対し、多功房朝ら多功軍と佐竹義重、小山秀綱、那須資胤ら宇都宮軍5千が多功で迎え撃ち、義重配下となっていた片野の太田資正・梶原政景父子の奇襲によりこれを撃退する。
  - 1584年（天正12年）- 北条氏直の下野侵攻に対し、多功綱継が宇都宮軍の先陣として佐野沼尻に出陣、これを制する（沼尻の戦い）。
  - 1585年（天正13年）- 北条氏直が再度下野に侵攻、多功綱継は多功にあって北条軍を圧し、宇都宮城下に迫った北条軍を退却させる。
- 1597年（慶長2年）10月 - 宇都宮家の後継者問題で宇都宮家重臣の芳賀高武が同じ宇都宮家重臣の今泉高光と対立、高光の居城・上三川城を攻略、上三川城は落城しこれが原因で秀吉の怒りを買い宇都宮家は改易、多功は廃城となった。
- 江戸時代には幕府、旗本、宇都宮藩、関宿藩等の所領となった。

### 明治時代以降
- 1889年（明治22年）4月1日 - 町村制施行により、上三川村・本郷村（ほんごうむら）・多功村（たこうむら）が発足。
- 1891年（明治24年）12月26日 - 多功村が改称、明治村（めいじむら）となる。
- 1893年（明治26年）7月1日 - 上三川村が町制施行、上三川町となる。
- 1955年（昭和30年）4月29日 - 上三川町・本郷村・明治村が合併し、新しい上三川町が誕生。
- 1957年   (昭和32年)  3月12日 - 真岡農業高等学校上三川分校校舎が大字上三川に落成。
- 1962年   (昭和37年)  3月31日 - 真岡農業高等学校上三川分校閉校。
- 1968年（昭和43年）- 日産自動車栃木工場が操業開始。
- 1971年（昭和46年）- 日産自動車栃木工場で自動車組立を開始。
- 1989年（昭和64年）1月1日 - 宇都宮市と境界変更。
- 1992年（平成4年）7月 - 上三川少年少女合唱団を結成[2]。
- 1995年（平成7年）12月1日 - 宇都宮市と境界変更。
- 2001年（平成13年）8月1日 - 宇都宮市と境界変更。
- 2003年（平成15年）7月1日 - 宇都宮市と境界変更。
- 2004年（平成16年）
  - 2月1日- 宇都宮市、河内郡上三川町、河内郡河内町、河内郡上河内町の間で市町村合併に向け「宇都宮地域合併協議会」を設置。
  - 9月 - 上三川町が前月に実施した市町村合併の是非を問うアンケートで、合併反対が多数を占めたため、合併協議会からの離脱を表明。
  - 12月 - 上三川町が合併協議会から離脱するための議案を河内町議会が否決。
- 2005年（平成17年）1月31日 - 河内町議会の議案否決を受け、同日付で「宇都宮地域合併協議会」を廃止。
- 2007年（平成19年）3月31日 - 同日付で河内町、上河内町が宇都宮市へ編入され、上三川町が河内郡唯一の自治体となる。

## 人口
| |                                          |  |
| 上三川町と全国の年齢別人口分布（2005年） | 上三川町の年齢・男女別人口分布（2005年） |  |
| ■紫色 ― 上三川町 ■緑色 ― 日本全国 | ■青色 ― 男性 ■赤色 ― 女性                |  |
| 上三川町（に相当する地域）の人口の推移 \| 1970年（昭和45年） \| 18,003人 \| \| \| 1975年（昭和50年） \| 23,631人 \| \| \| 1980年（昭和55年） \| 24,597人 \| \| \| 1985年（昭和60年） \| 25,229人 \| \| \| 1990年（平成2年） \| 27,300人 \| \| \| 1995年（平成7年） \| 27,700人 \| \| \| 2000年（平成12年） \| 29,421人 \| \| \| 2005年（平成17年） \| 31,592人 \| \| \| 2010年（平成22年） \| 31,621人 \| \| \| 2015年（平成27年） \| 31,046人 \| \| \| 2020年（令和2年） \| 30,806人 \| \| |                                          |  |
| 総務省統計局 国勢調査より |                                          |  |
| 1970年（昭和45年） | 18,003人                                 |  |
| 1975年（昭和50年） | 23,631人                                 |  |
| 1980年（昭和55年） | 24,597人                                 |  |
| 1985年（昭和60年） | 25,229人                                 |  |
| 1990年（平成2年） | 27,300人                                 |  |
| 1995年（平成7年） | 27,700人                                 |  |
| 2000年（平成12年） | 29,421人                                 |  |
| 2005年（平成17年） | 31,592人                                 |  |
| 2010年（平成22年） | 31,621人                                 |  |
| 2015年（平成27年） | 31,046人                                 |  |
| 2020年（令和2年） | 30,806人                                 |  |

## 行政
- （旧）上三川町（村）長

| 代 | 氏名         | 就任                       | 退任                       | 備考 |
| -- | ------------ | -------------------------- | -------------------------- | ---- |
| 1  | 馬場宗司     | 1891年（明治24年）5月24日  | 1898年（明治31年）10月14日 |      |
| 2  | 浜野一太郎   | 1898年（明治31年）10月22日 | 1901年（明治34年）5月23日  |      |
| 3  | 直井久平     | 1901年（明治34年）6月24日  | 1905年（明治38年）6月23日  |      |
| 4  | 直井久平     | 1905年（明治38年）6月24日  | 1909年（明治42年）3月20日  |      |
| 5  | 生沼権一郎   | 1909年（明治42年）4月1日   | 1910年（明治43年）7月23日  |      |
| 6  | 田村仁左衛門 | 1910年（明治43年）7月28日  | 1914年（大正3年）7月27日   |      |
| 7  | 田村仁左衛門 | 1914年（大正3年）8月5日    | 1916年（大正5年）8月5日    |      |
| 8  | 藤沼伝郎     | 1916年（大正5年）10月14日  | 1918年（大正7年）1月10日   |      |
| 9  | 和田藤太郎   | 1918年（大正7年）1月31日   | 1918年（大正7年）8月5日    |      |
| 10 | 伊沢新三郎   | 1918年（大正7年）8月19日   | 1922年（大正11年）8月18日  |      |
| 11 | 上野弥一郎   | 1922年（大正11年）8月26日  | 1926年（大正15年）8月25日  |      |
| 12 | 上野弥一郎   | 1926年（大正15年）12月3日  | 1928年（昭和3年）12月31日  |      |
| 13 | 田村仁左衛門 | 1929年（昭和4年）1月1日    | 1933年（昭和8年）12月31日  |      |
| 14 | 田村仁左衛門 | 1934年（昭和9年）1月1日    | 1936年（昭和11年）3月29日  |      |
| 15 | 小口一三郎   | 1936年（昭和11年）4月17日  | 1940年（昭和15年）4月16日  |      |
| 16 | 猪瀬才二郎   | 1940年（昭和15年）4月17日  | 1944年（昭和19年）4月16日  |      |
| 17 | 猪瀬才二郎   | 1944年（昭和19年）4月17日  | 1946年（昭和21年）10月30日 |      |
| 18 | 北条兵三郎   | 1947年（昭和22年）4月6日   | 1948年（昭和23年）3月2日   |      |
| 19 | 角田仙一郎   | 1948年（昭和23年）4月20日  | 1952年（昭和27年）4月19日  |      |
| 20 | 角田仙一郎   | 1952年（昭和27年）4月20日  | 1955年（昭和30年）4月28日  |      |

- （新）上三川町長

| 代 | 氏名     | 就任                      | 退任                      | 備考 |
| -- | -------- | ------------------------- | ------------------------- | ---- |
| 1  | 小口隆次 | 1955年（昭和30年）5月29日 | 1967年（昭和42年）5月28日 |      |
| 2  | 桜井仙正 | 1967年（昭和42年）5月29日 | 1975年（昭和50年）5月28日 |      |
| 3  | 稲葉宗敏 | 1975年（昭和50年）5月29日 | 1991年（平成3年）5月28日  |      |
| 4  | 大塚弘   | 1991年（平成3年）5月29日  | 1995年（平成7年）5月28日  |      |
| 5  | 猪瀬成男 | 1995年（平成7年）5月29日  | 2011年（平成23年）5月28日 |      |
| 6  | 星野光利 | 2011年（平成23年）5月29日 | 現職                      |      |

出典:『栃木県町村合併誌 第四巻』, p. 363-364、『栃木県町村会七十年史』, p. 461、『栃木県歴史人物事典』, p. 673

### 広域行政
県の管轄は宇都宮市と同じ県河内庁舎に属する。保健衛生に関しては小山市、下野市、下都賀郡野木町を含む小山広域保健衛生組合に属している。消防組合は下野市、下都賀郡壬生町を含む石橋地区消防組合に属する。自衛隊栃木地方協力本部においては真岡市や芳賀郡を含む真岡募集案内所の管轄地域である。環境森林部は真岡市や芳賀郡、宇都宮市を含む県東環境森林事務所の管轄地域である。

### 衆議院
- 任期 ： 2017年（平成29年）10月22日 - 2021年（令和3年）10月21日（「第48回衆議院議員総選挙」参照）

| 選挙区                                                                                         | 議員名 | 党派名     | 当選回数 | 備考   |
| ---------------------------------------------------------------------------------------------- | ------ | ---------- | -------- | ------ |
| 栃木県第1区（上三川町、宇都宮市（旧上河内町、河内町 (栃木県)を除く）、下野市（旧南河内町域）） | 船田元 | 自由民主党 | 12       | 選挙区 |

## 経済

### 産業
日産自動車株式会社の栃木工場があり、栃木工場ではGT-R、シーマ、フェアレディZ、フーガ、スカイライン、アリアといった高級車が生産されている。また日産の国外向け高級車ブランドインフィニティの一部車種の生産も行われている。

### 名物
- 黒チャーハン[3]

## 地域

### 町名一覧

#### 上三川地区
- 大字上蒲生（かみかもう）
- 大字上三川（かみのかわ）
- 大字五分一（ごぶいち）
- 大字坂上（さかうえ）
- 大字三本木（さんぼんぎ）
- 大字下蒲生（しもかもう）
- しらさぎ一-三丁目
- 大字三村（みむら）

#### 本郷地区
- 大字磯岡（いそおか）
- 大字上郷（かみごう）
- 大字上文挾（かみふばさみ）
- 大字西木代（にしきのしろ）
- 大字西蓼沼（にしたてぬま）
- 大字西汗（にしふざかし）
- 大字東蓼沼（ひがしたてぬま）
- 大字東汗（ひがしふざかし）

#### 明治地区
- 大字石田（いした）
- 大字大山（おおやま）
- 大字上神主（かみこうぬし）
- 大字川中子（かわなご）
- 大字鞘堂（さやどう）
- 大字下神主（しもこうぬし）
- 大字多功（たこう）
- 天神町（てんじんちょう）
- 大字梁（やな）
- 大字ゆうきが丘（ゆうきがおか）

### 教育

#### 高等学校
- 栃木県立上三川高等学校

#### 中学校
- 上三川町立上三川中学校
- 上三川町立本郷中学校
- 上三川町立明治中学校

#### 小学校
- 上三川町立上三川小学校
- 上三川町立北小学校
- 上三川町立坂上小学校

- 上三川町立本郷小学校
- 上三川町立本郷北小学校
- 上三川町立明治小学校
- 上三川町立明治南小学校

### 郵便
郵便番号は以下が該当する。2集配局が集配を担当する。
- 下野小金井郵便局（下野市内）[注釈 1]：「329-06xx」（上三川地区および本郷地区）
- 石橋郵便局（下野市内）：「329-05xx」（明治地区。下野市石橋地区と共通の番号。）

#### 郵便局
- 上三川郵便局（07029）
- 本郷郵便局（07141）
- 上三川上蒲生郵便局（07288）
- 大山簡易郵便局（07720）

### 電話番号
町内全域が小山MAの管轄となり、市外局番は「0285」。収容局は以下の2ビルが該当し、市内局番は以下の通り。
- 上三川局：55、56、57
- 石橋局：51、52、53

## 交通

### 鉄道
町の西端を東日本旅客鉄道（JR東日本）東北新幹線・宇都宮線（東北本線）が縦断しているが、旅客駅はなく、貨物駅の宇都宮貨物ターミナル駅が存在するのみである。
最寄駅は、JR宇都宮線石橋駅（下野市）となる。同駅東口ロータリーのすぐ東側が上三川町であり、土地区画整理事業を行った。

### 道路
- 高速道路
  - 北関東自動車道：宇都宮上三川インターチェンジ
- 一般国道
  - 国道4号
  - 新4号国道（国道4号バイパス）
  - 国道352号
- 県道（主要地方道）
  - 栃木県道・茨城県道35号宇都宮結城線
  - 栃木県道47号真岡上三川線
  - 栃木県道71号羽生田上蒲生線
- 県道（一般地方道）
  - 栃木県道158号下岡本上三川線
  - 栃木県道193号雀宮真岡線
  - 栃木県道320号二宮宇都宮線

### バス

#### 一般路線
- 関東自動車：以下の4系統が乗り入れ、宇都宮市・下野市・真岡市との連絡を担っている。括弧内は上三川町外区間。
  - （駒生営業所 - 作新学院 - 東武駅前 - JR宇都宮駅 - 屋板） - インターパーク宇都宮南（一部非経由） - 上三川車庫
  - （駒生営業所 - 作新学院 - 東武駅前 - JR宇都宮駅 - 東高校） - 東汗
  - （駒生営業所 - 作新学院 - 東武駅前 - JR宇都宮駅 - 東高校 - 瑞穂野団地） - 本郷台団地 - 本郷台西汗
  - （石橋駅） - 下蒲生 - 上三川車庫 - （上大沼 - 真岡車庫）

このほか、町内の各所をめぐるコミュニティバスとして町により上三川町巡回バスが運行されていたが、2013年に廃止、デマンドバスへ移行された。
2015年4月には、東野交通が土日祝日運行の路線「（雀宮駅東口 - インターパーク） - 本郷台団地 - （長田 - 真岡駅 - 真岡車庫）」を開設したが、利用者が少なく2018年3月限りで廃止された。

#### 広域連携バス
- 2019年10月1日から、石橋駅を基点に下野市・上三川町・壬生町広域連携バス「ゆうがおバス」の実証運行が開始された[4]。石橋駅からおもちゃのまち駅を経由して獨協医大病院前を結ぶ。運行受託は関東自動車[5][6]。

## 町のシンボル
- 町の木：いちょう[1]
- 町の花：ゆうがお[1]
- 町の鳥：しらさぎ[1]
- かみたん（上三川町マスコットキャラクター）

## 名所・旧跡・観光スポット・祭事・催事
- 白鷺神社
- 多功城
- 上三川城
- インターパーク宇都宮南
- 上三川ホースパーク
- かみのかわサンフラワー祭り

## 著名な出身者・歴史上の人物
- 田村仁左衛門吉茂（近世末の篤農家。農書『農業自得』の著者）
- 野澤一郎（巴コーポレーション創業者、発明家、紫綬褒章）
- 宮澤栄一（デジタルハーツホールディングス創業者・会長、上三川町自治功労者）
- 小堀保三郎（エアバッグの考案者）
- 小口雅之（プロボクサー）
- 古口美範（全日本プロドリフト選手権プロレーサー）
- 稲葉光圀（稲作研究者、NPO法人民間稲作研究所理事長）
- 海老原美代子（気象予報士）
- 海老原有希（陸上競技(やり投)選手）
- 吉澤章（折り紙作家）